# Trossdräng

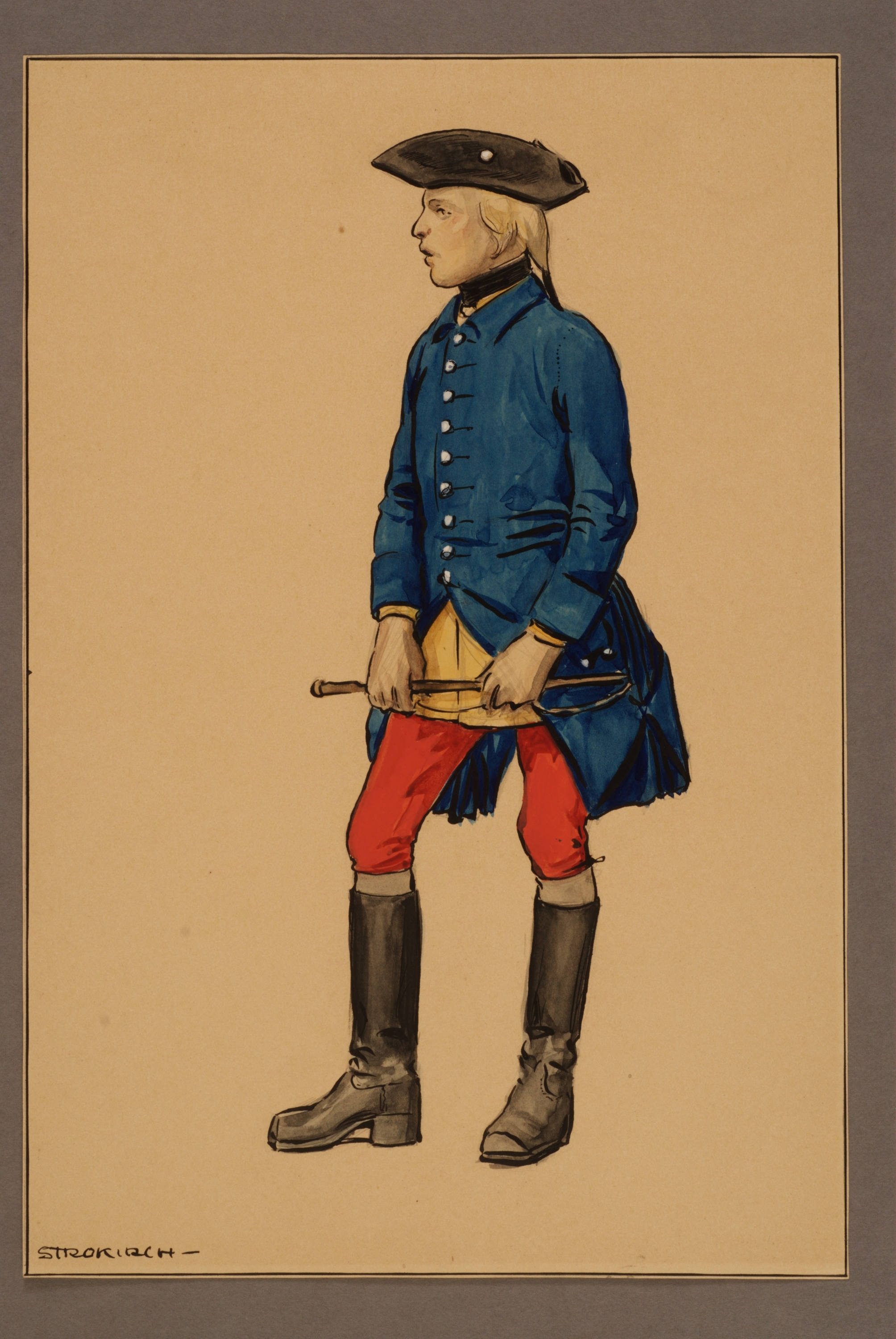
Trossdräng vid Västgöta kavalleriregemente 1761.

Trossdräng var en befattning för anställt manskap i arméns tross, som i Sverige förekom fram till 1838. Trossdrängens främsta uppgift var att utföra transporter, till exempel köra förrådsvagnar, trossvagnar, kärror mm.
Enligt tågordningen av år 1696 skulle det vid kavalleriet finnas en trossdräng för 5 ryttare, vid dragonregementen en för 4 dragoner, vid infanteriet en för 3 tältlag (ett tältlag var 6 man). Trossdrängar skulle anskaffas av rote- och rusthållare, fick vid anställningen ha en ålder av 17 år och underhölls under tjänstgöring av kronan. Efter det Stora nordiska kriget minskades deras antal, och befattningarna hölls vid infanteriet vakanta i fredstid. Vid kavalleriet anskaffades de och trosshästarna av skvadronscheferna (passevolansen). Vid de indelta trupperna i Finland fanns ständigt trossdrängar och trosshästar, på passevolans anskaffade av kompani- och skvadronscheferna.

Efter 1838 har trossdrängar upphört att hållas i Sverige.